# Vrani
Vráni (znanstveno ime Corvidae) so družina ptic iz reda pevcev (Passeriformes). Štejejo okoli 139 vrst, ki so razširjene po vsem svetu, razen skrajno južnega dela Južne Amerike in polarnih predelov. So večji kot večina pevcev, nekatere vrste pa so največji pevci sploh.
So vsejede živali, ki se hranijo oportunistično z nevretenčarji, malimi sesalci, mladiči drugih ptic iz gnezd, mrhovino, semeni, jagodami in drugimi sadeži. Nekatere vrste, predvsem vrane, so se prilagodile na človekovo bližino (pravimo, da so sinantropne) in se na račun zanesljivega vira hrane zelo razmnožile. Za številne predstavnike vranov je značilna visoka inteligenca. 
Na Slovenskem najpogosteje srečamo predvsem sivo vrano, planinsko kavko, srako, šojo kakor tudi največjo vrsto med njimi, krokarja (Corvus corax). 
Po imenu morski vran ali vranjek poznamo tudi vranom nesorodne vodne ptiče iz reda veslonožcev - kormorane.

## Vrste
Družina Corvidae
- Rod Crypsirina
  - Crypsirina cucullata
  - Crypsirina temia
- Rod Dendrocitta
  - Dendrocitta bayleii
  - Dendrocitta cinerascens
  - Dendrocitta formosae
  - Dendrocitta frontalis
  - Dendrocitta leucogastra
  - Dendrocitta occipitalis
  - Dendrocitta vagabunda
- Rod Platysmurus
  - Platysmurus leucopterus
  - Platysmurus aterrimus
- Rod Temnurus
  - Temnurus temnurus
- Planinske vrane
  - Rod Pyrrhocorax
    - Pyrrhocorax graculus (planinska kavka)
    - Pyrrhocorax pyrrhocorax (planinska vrana)
- Krekovti
  - Rod Nucifraga
    - Nucifraga caryocatactes (krekovt)
    - Nucifraga hemispila
    - Nucifraga multipunctata
    - Nucifraga columbiana
- Orientalske srake
  - Rod Cissa
    - Cissa chinensis
    - Cissa hypoleuca
    - Cissa thalassina
    - Cissa jefferyi

  - Rod Urocissa
    - Urocissa caerulea
    - Urocissa erythroryncha
    - Urocissa flavirostris
    - Urocissa ornata
    - Urocissa whiteheadi
- Šoje starega sveta in bližnji sorodniki
  - Rod Garrulus
    - Garrulus glandarius (šoja)
    - Garrulus lanceolatus
    - Garrulus lidthi

  - Rod Podoces – talne šoje
    - Podoces biddulphi
    - Podoces hendersoni
    - Podoces panderi
    - Podoces pleskei

  - Rod Ptilostomus
    - Ptilostomus afer

  - Rod Zavattariornis
    - Zavattariornis stresemanni
- Holarktične srake
  - Rod Pica
    - Pica hudsonia
    - Pica nuttalli
    - Pica mauritanica
    - Pica pica (sraka)
      - Pica (pica) serica

  - Rod Cyanopica
    - Cyanopica cyanus
    - Cyanopica cooki
- Pravi vrani (vrane, krokarji, kavke in poljske vrane)
  - Rod Corvus (vrana)
    - Avstralske in melanezijske vrste
      - Corvus bennetti
      - Corvus coronoides
      - Corvus insularis
      - Corvus fuscicapillus
      - Corvus meeki
      - Corvus mellori
      - Corvus moneduloides
      - Corvus orru
      - Corvus tasmanicus
        - Corvus (tasmanicus) boreus

      - Corvus tristis
      - Corvus validus
      - Corvus woodfordi

    - Vrste na Pacifiških otokih
      - Corvus hawaiiensis (prej Corvus tropicus) (v naravi izumrla vrsta)
      - Corvus kubaryi

    - Tropske azijske vrste
      - Corvus enca
      - Corvus celebensis
      - Corvus samarensis
      - Corvus sierramadrensis
      - Corvus pusillus
      - Corvus florensis
      - Corvus macrorhynchos
      - Corvus levaillantii
      - Corvus culminatus
      - Corvus splendens
      - Corvus torquatus
      - Corvus typicus
      - Corvus unicolor
      - Corvus violaceus

    - Evrazijske in severnoafriške vrste
      - Corvus cornix (siva vrana)
        - Corvus (cornix) capellanus

      - Corvus corone (črna vrana)
        - Corvus (corone) orientalis

      - Corvus frugilegus (poljska vrana)
      - Corvus rhipidurus (kratkorepi krokar)
      - Corvus ruficollis (puščavski krokar)

    - Holarktične vrste
      - Corvus corax (krokar)
        - Corvus corax varius morpha leucophaeus (izumrla barvna različica)

    - Severni in srednjeameriške vrste
      - Corvus brachyrhynchos
        - Corvus brachyrhynchos caurinus

      - Corvus cryptoleucus
      - Corvus imparatus
      - Corvus jamaicensis
      - Corvus leucognaphalus
      - Corvus nasicus
      - Corvus ossifragus
      - Corvus palmarum
      - Corvus minutus
      - Corvus sinaloae
      - Corvus (corax) sinuatus

    - Tropske afriške vrste
      - Corvus albicollis
      - Corvus albus
      - Corvus capensis
      - Corvus crassirostris (orjaški krokar)
      - Corvus edithae

  - Rod Coloeus
    - Coloeus monedula (kavka)
    - Coloeus dauuricus

- Borealne šoje
  - Rod Perisoreus
    - Perisoreus canadensis
    - Perisoreus infaustus
    - Perisoreus internigrans
- Šoje Novega sveta
  - Rod Aphelocoma
    - Aphelocoma californica
    - Aphelocoma insularis
    - Aphelocoma woodhouseii
    - Aphelocoma coerulescens
    - Aphelocoma wollweberi
    - Aphelocoma ultramarina
    - Aphelocoma unicolor

  - Rod Cyanocitta
    - Cyanocitta cristata (modra šoja)
    - Cyanocitta stelleri

  - Rod Cyanocorax
    - Cyanocorax colliei
    - Cyanocorax formosa
    - Cyanocorax affinis
    - Cyanocorax beecheii
    - Cyanocorax coeruleus
    - Cyanocorax cayanus
    - Cyanocorax chrysops
    - Cyanocorax cristatellus
    - Cyanocorax cyanomelas
    - Cyanocorax cyanopogon
    - Cyanocorax dickeyi
    - Cyanocorax heilprini
    - Cyanocorax melanocyaneus
    - Cyanocorax mystacalis
    - Cyanocorax sanblasianus
    - Cyanocorax violaceus
    - Cyanocorax luxuosus
    - Cyanocorax yncas
    - Cyanocorax yucatanicus
    - Cyanocorax morio

  - Rod Cyanolyca
    - Cyanolyca argentigula
    - Cyanolyca armillata
    - Cyanolyca cucullata
    - Cyanolyca mirabilis
    - Cyanolyca nanus
    - Cyanolyca pulchra
    - Cyanolyca pumilo
    - Cyanolyca turcosa
    - Cyanolyca viridicyanus

  - Rod Gymnorhinus
    - Gymnorhinus cyanocephalus